# Gjon Kastrioti II
Pour les articles homonymes, voir Kastrioti.
Gjon II Kastrioti (en italien : Ioanne Castrioto, Giovanni Castrioto, né en 1456 et mort le 2 août 1514, est un noble albanais.
Il est fils de Gjergj Kastrioti Skanderbeg, le héros national albanais, et de Donika Kastrioti, fille du puissant prince albanais Gjergj Arianiti.
Il fut pendant une courte période seigneur de Krujë après la mort de son père, puis duc de San Pietro in Galatina (1485), comte de Soleto, seigneur de Monte Sant'Angelo et San Giovanni Rotondo.
En 1495, Ferdinand Ier de Naples lui donne le titre de Seigneur de Gagliano del Capo et Oria.

## Biographie
Alors qu'il était adolescent, Gjon II Kastrioti fut contraint de quitter le pays après la mort de son père, survenue en 1468. Il est également connu pour son rôle dans les soulèvements albanais de 1481, lorsque, après avoir atteint la côte albanaise depuis l'Italie, s'installant à Himarë (aussi Himara), il mène une rébellion contre les Ottomans. En juin 1481, il soutient les forces d'Ivan Crnojević pour reprendre avec succès Zeta aux Ottomans. Il ne parvient pas à rétablir la principauté de Kastrioti et à libérer l'Albanie des Ottomans, et il se retire en Italie en 1484 après trois ans de guerre.

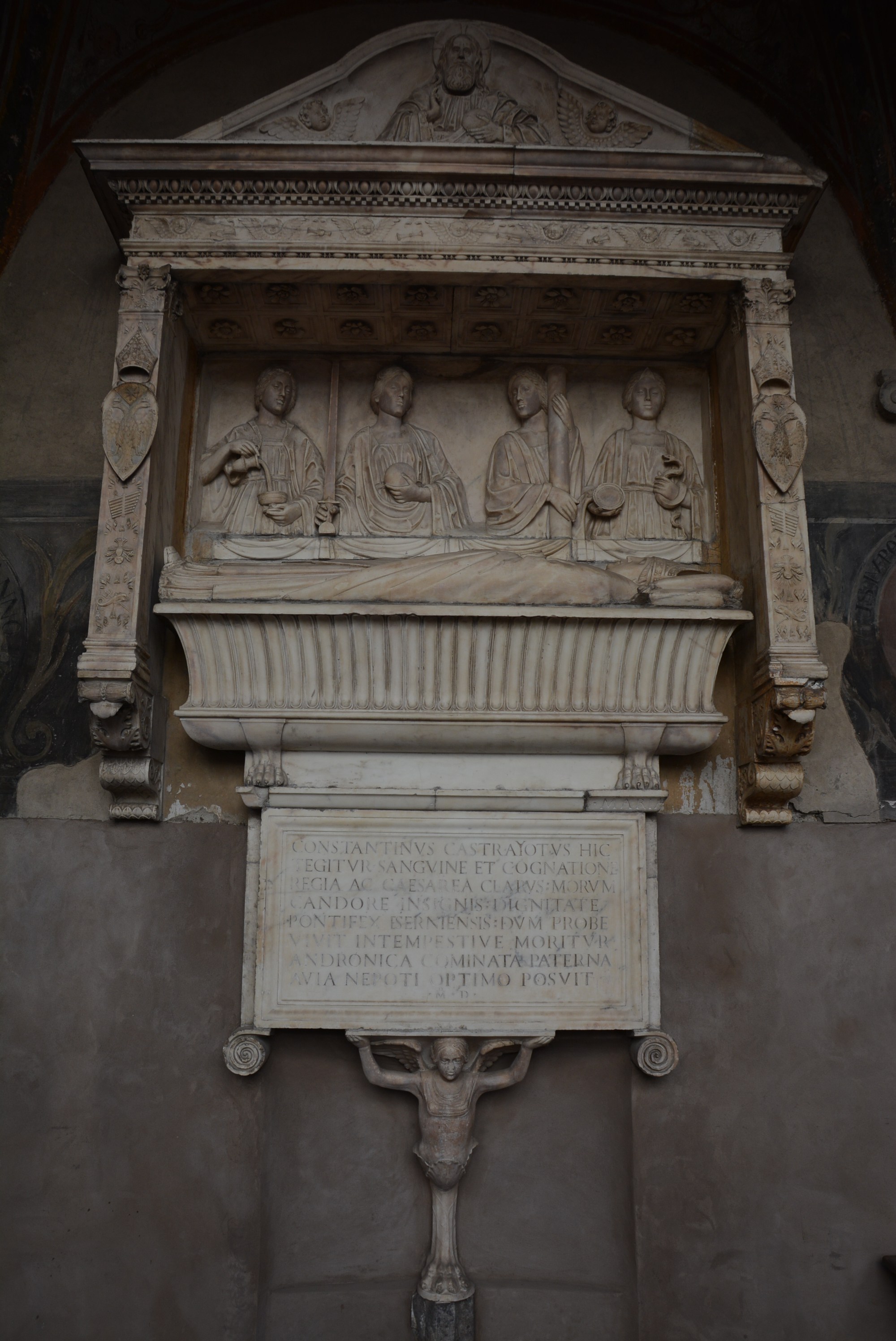
Le tombeau du noble albanais Costantino Castriota, construit en 1500. Deux aigles albanais peuvent être remarqués dans les piliers gauche et droit.

Gjon II épouse la princesse Jerina Branković (également Irina ou Irène), fille du despote serbe Lazar Branković et d'Hélène de Morée. Le couple a comme descendance :
- Giorgio Castriota (mort en 1540) ;
- Costantino Castriota (1477-1500), évêque d'Isernia ;
- Ferdinand[2] (mort en 1561), 2e duc de San Pietro in Galatina et 2e comte de Soleto, Il épouse Adriana Acquaviva-d'Aragona de Nardò avec qui il a une fille légitime, Erina Castriota, qui succède à la plupart des titres et propriétés de son père, qui seront plus tard transmis à son mari.
  - Erina épouse Pier Antonio Sanseverino, prince de Bisignano. Le couple a une fille, la princesse Vittoria Sanseverino, et un fils, le prince Niccolò Sanseverino, qui hérite des titres de son père.
  - Outre Erina, Ferdinand a eu plusieurs enfants naturels, desquels descendent les membres actuels de la famille Castriota.
- Maria Castriota[2] (morte en 1569), qui épouse Carlo Minutolo et se consacre à l'art.
- Alfonso Castriota (mort en 1503) qui, alors qu'il visitait la cour espagnole avec sa grand-mère paternelle, Lady Andronika, meurt subitement en 1503, à l'âge de quinze ans. Il est enterré avec les honneurs royaux à Valence, en Espagne. Quelques années plus tard, en 1506, Alfonso sera rejoint par sa grand-mère, également enterrée à Valence.

Les descendants des Castriota vivent aujourd'hui en Italie et représentent les seuls descendants de Manuel II Paléologue, arrière-grand-père de Jerina.